# 唐通维尔
唐通维尔（法語：Tantonville，法語發音：[tɑ̃tɔ̃vil]）是法国默尔特-摩泽尔省的一个市镇，位于该省南部，属于南锡区。

## 地理
唐通维尔（48°28'9"N, 6°8'20"E）面积8.09 平方千米，位于法国大東部大區默尔特-摩泽尔省，该省份为法国东北部内陆省份，是洛林的一部分，北邻比利时、卢森堡，北起顺时针与摩泽尔省、下莱茵省、孚日省和默兹省接壤。
与唐通维尔接壤的市镇（或旧市镇、城区）包括：阿夫拉库尔、福尔塞勒圣戈尔贡、热贝库尔和阿普勒蒙、奥梅尔蒙、普赖、克维永库尔、韦兹利斯、克西罗库尔。

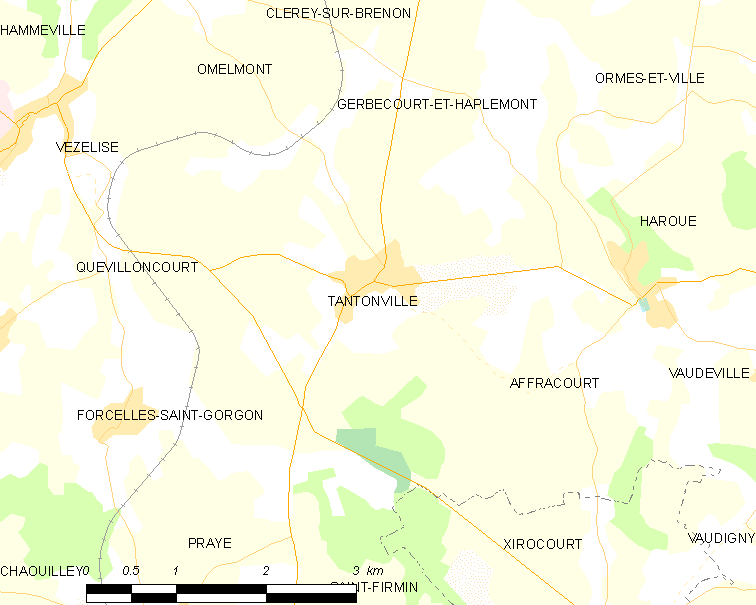
唐通维尔的OSM定位图

唐通维尔的时区为UTC+01:00、UTC+02:00（夏令时）。

## 行政
唐通维尔的邮政编码为54116，INSEE市镇编码为54513。

## 政治
唐通维尔所属的省级选区为梅讷欧桑图瓦县。

## 人口

1962-2008年间唐通维尔人口变化图示

唐通维尔于2022年1月1日时的人口数量为655人。